# DuMonde
DuMonde is een trance-project van dj JamX (Jürgen Mutschall) en dj De Leon (Dominik De Leon). Het duo ontstaat in 1997 en vormt sinds die tijd een belangrijk duo binnen de opkomende 'hardtrance'. In 1998 scoort het duo met Tomorrow (tip9 in de Top 40 en Dancesmash op Radio 538), dat deels gebaseerd is op Follow me! van Jam & Spoon. Daarna komen See The Light (1999) en Just Feel Free (2000). Met Never Look Back (2001) en Memory (met Lange) in 2002, die dankzij vele bekende DJ's op de draaitafels belanden, wordt DuMonde een veelgevraagd DJ-duo. Dankzij de opvallende opbouw en stijl worden zij ook veel gevraagd om remixen te maken voor producers en DJ's zoals Push, Binary Finary, Sash, Barthezz, Angelic, Rank 1 en Jurgen Vries. Daarnaast worden ook veel tracks van DuMonde geremixt door DJ's als Tiësto en Cosmic Gate.
Als gevolg van de groeiende internationale bekendheid heeft DuMonde eigen platenlabels opgezet (F8T Recordings en (in samenwerking met Skydiver a.k.a. X900) AccessTunes). Daarop zijn platen als Can U Dig It (Self Control) (2001), God Music (2002) etc. op uitgebracht.
Regelmatig draait DuMonde als DJ-Team op grote Dance-Events zoals Trance Energy, Decibel Outdoor, Q-Base, Nature One, Godskitchen en de Streetparade. Ook verder in zowel binnen als buiten Europa draait DuMonde vaak op grote evenementen. Veelal draait DuMonde in de stijlen Trance, Hardtrance en wat meer club- en techno-achtige stijlen.

## Discografie (Albums)
- DuMonde - On Stage 2004
- DuMonde - The Mixes Volume 01
- DuMonde - A Decade (2007)